# Problem Scunthorpe

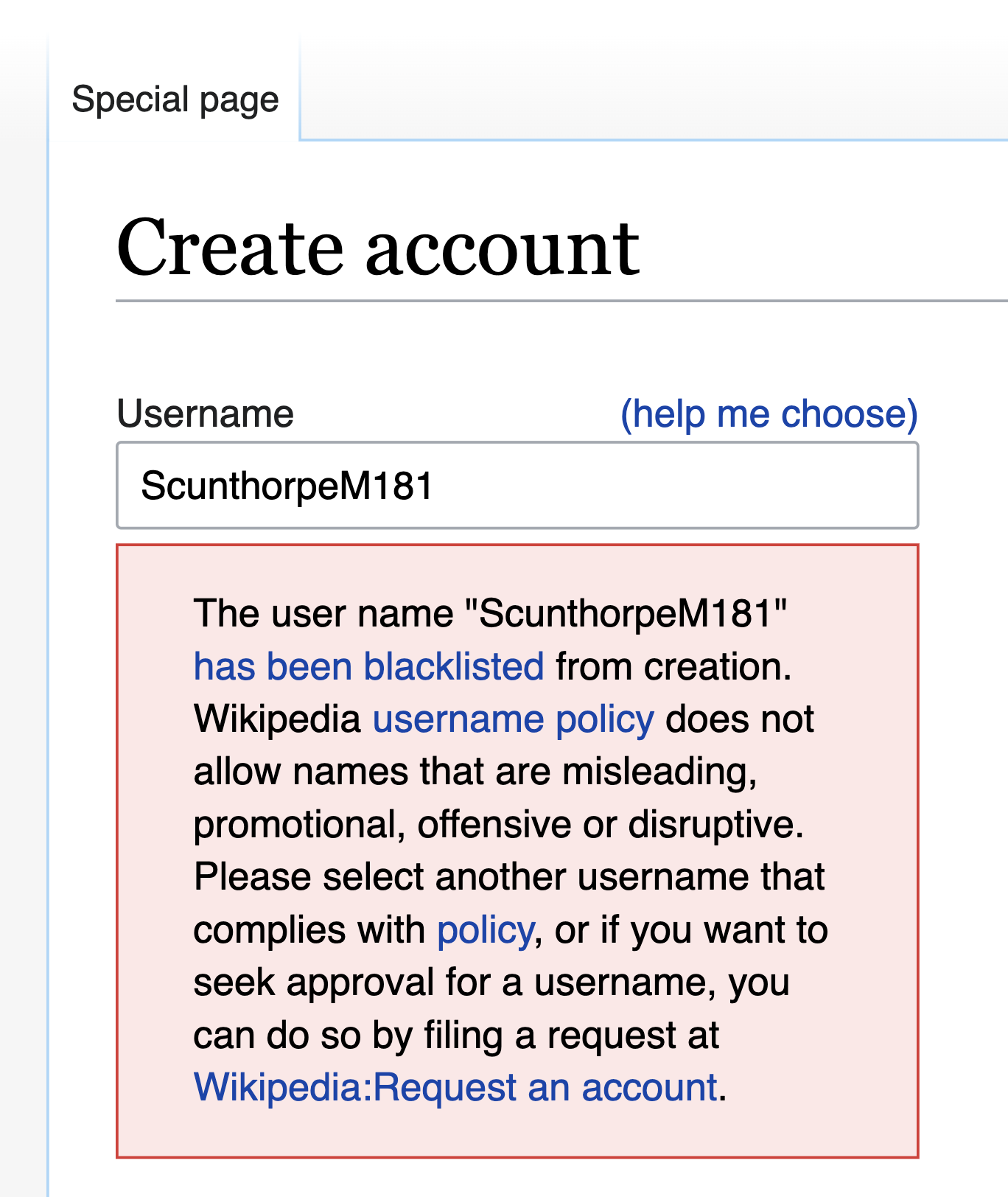
Przykładowy zrzut ekranu pokazujący problem Scunthorpe

Problem Scunthorpe – występuje wtedy, gdy wyszukiwarka internetowa bądź program do obsługi poczty elektronicznej blokuje dostęp do pewnych stron bądź maili, gdyż w ich treści zawarty jest ciąg znaków bądź konkretne słowo zinterpretowany błędnie jako obsceniczny lub wulgarny.
Nazwa pochodzi od miasta Scunthorpe w hrabstwie Lincolnshire w Anglii. W roku 1996 ogłoszono, iż mieszkańcy Scunthorpe nie mogą uzyskać kont mailowych na serwerach AOL (America OnLine), gdyż w nazwie ich miasta zawarte jest słowo cunt – wulgarne określenie żeńskich narządów płciowych. Podobny problem mieli mieszkańcy miasta Penistone w hrabstwie South Yorkshire. Twórca strony historycznej RomansInSussex.co.uk adresowanej do dzieci i młodzieży miał kłopot z dotarciem do odbiorców: szkolne komputery automatycznie uniemożliwiały dostęp do stron zawierających w adresie bądź tytule słowo sex.
W roku 2006 okazało się, iż maile z protestami w sprawie planowanych budów w Manchesterze były blokowane przez skrzynki mailowe rady miejskiej, gdyż w ich treści znajdowało się słowo erection (erekcja, ale też wznoszenie budynku). Również osoby rozsyłające mailem listy motywacyjne napotykały na problem: ich wiadomości były blokowane, gdy w ich treści znalazło się słowo specialist (zawarta jest w nim nazwa handlowa Cialis – popularnego leku na zaburzenia erekcji, często występująca w niechcianych mailach), albo informacja o ukończeniu studiów z wyróżnieniem (w języku angielskim magna cum laude – cum to potoczne określenie ejakulacji).
W roku 2008 strona z bieżącymi wiadomościami prowadzona przez American Family Association automatycznie zmieniła nazwisko sprintera Tysona Gaya na Tyson Homoseksualista.
Niektóre polskie strony internetowe z ogólnodostępnym, niewymagającym rejestracji użytkownika forum automatycznie usuwały z wpisów słowa uważane za obraźliwe, przez co np. wpis abstrahując pojawiał się na stronie jako abstra***ąc.